# Voipuanjärvi
Voipuanjärvi eller Voipuajärvi är en sjö i Finland. Den ligger i kommunen Puolango i landskapet Kajanaland, i den centrala delen av landet, 500 km norr om huvudstaden Helsingfors. Voipuanjärvi ligger 171,9 meter över havet. Den är 13 meter djup. Arean är 1,03 kvadratkilometer och strandlinjen är 5,69 kilometer lång. Sjön  ingår i Uleälvens huvudavrinningsområde. 
I övrigt finns följande vid Voipuanjärvi:
- Keskinen (en sjö)
- Tulijoki (ett vattendrag)